# وستون اندر ودرسلی
وستون اندر ودرسلی (به انگلیسی: Weston under Wetherley) یک روستا و محله مدنی در بریتانیا است که در Warwick واقع شده‌است. وستون اندر ودرسلی ۴۶۸ نفر جمعیت دارد.